# Exo
Ексо (엑소, стилизовано EXO) је јужнокорејско-кинеска музичка група из Сеула, коју чини 9 чланова: Шиумин, Сухо, Леј, Бекјан, Чен, Чанјол, Д.О, Каи и Сехун. Групу је основао SM Entertainment 2011. године, а свој деби група је доживела 2012. године. Група изводи жанрове као што су поп, хип-хоп, РнБ, као и хаус, треп и синт-поп. ЕХО објављује и изводи песме на корејском, мандаринском и јапанском језику. Бенд се нашао у топ 5 најутицајнијих познатих личности на Форбсовој "Коrea Power Celebrity" листи од 2014. до 2018. године заредом, а бројни светски медији дали су им титуле "Краљева К-попа" и "Најуспешније мушке групе у свету".
Од 2014. године ЕХО постоји као једна јединствена група и наставља да снима и пева на различитим језицима. Бенд је претходно дебитовао са 12 чланова распоређених у две подгрупе: ЕXO-К (Сухо, Бекјан, Чанјол, Д.О, Каи и Сехун) и ЕXO-М (Шиумин, Леј, Чен и бивши чланови Крис, Лухан и Тао). ЕXO-К је снимала песме на корејском, а ЕXO-М на мандаринском, све до њихове треће плоче Overdose 2014. године. Након што су Крис, Лухан и Тао напустили групу и SM Entertainment уз легалне тужбе, група је наставила са својих девет преосталих чланова. Од 2016. године, Чен, Бекјан и Шиумин објављују музику и у оквиру "подгрупе" EXO-CBX, а Сехун и Чанјол од 2019. године издају своју музику као "подгрупа" EXO-SC. Сви чланови ЕХО групе имају своје соло каријере у области музике, филма, телевизије, моделинга.
Свој први албум, XOXO, ЕХО објављује 2013. године. На албуму се нашао њихов први хит Growl, а албум доживљава критички и комерцијални успех. Албум је продат у преко милион примерака, чиме је група постала први извођач коме је то пошло за руком након 12 година. Сви наредни албуми и плоче наставили су одличну продају, тако да су сви студијски албуми на корејском продати у више од милион примерака. ЕXO је освојио велики број награда, које подразумевају 5 узастопних Албума године на Мнет Азијским Музичким Наградама (Mnet Asian Music Awards) и две узастопне награде за Извођача године на Мелон Музичким Наградама (Melon Music Awards). Њихов шести албум Don't Mess Up My Tempo (2018) је њихов најуспешнији албум на америчкој топ листи албума Билборд 200 (23. место). Овај албум је уједно и њихов најуспешнији албум у Јужној Кореји са 1.9 милиона продатих примерака.
Од своје прве турнеје 2014. године, ЕХО је имао преко 100 концерата на 4 своје турнеје, али и наступе на бројним заједничким турнејама. Поред музике, ЕХО је развио сарадњу са различитим компанијама као што су Самсунг, Хјундаи, Гучи, Луј Витон, а хуманитарни рад подразумева заједнички пројекат SM Entertainment-a и Уницефа "Smile For U", у коме ЕXO учествује од 2015. године.

## Каријера

### 2006-2012: Формирање групе и почетак
Вођа ЕХО-К подгрупе, Сухо, био је први члан који се придружио SM Entertainment-y након успешне аудиције на кастингу 2006. године. Наредне године, на наговор свог оца, Каи је учествовао на аудицији за такмичење младих "SM Youth Best Contest", освојио прво место и добио уговор. Године 2008. Чанјол је освојио друго место на такмичењу "Smart Model Contest", а Сехун је прошао четири аудиције, након чега су обојица потписали уговор са SM Entertainment-oм . 2010. године, Д.О је прошао своју аудицију и добио уговор са компанијом. Последњи члан ЕХО-К подгрупе, Бекјан, придружио се компанији 2011. године и након годину дана тренирања дебитовао са својом групом. Упоредо са прикупљањем чланова за ЕХО-К подгрупу, компанија је радила аудиције и за ЕХО-М. Крис је први члан који је прошао аудицију на глобалној аудицији одржаној 2008. године у Канади, након чега се преселио у Јужну Кореју и почео са припремама. Исте године, Леј је имао своју аудицију у Кини, након чега се и он преселио у Јужну Кореју, док је Шиумин учествовао са својим пријатељем и заузео друго место. 2010. године Лухана је приметила компанија, након чега му је понуђена аудиција, док је Тао виђен у музичком такмичењу. Последњи из подгрупе ЕХО-М био је Чен, који је своју аудицију имао 2011. године. Први телевизијски наступ група је имала на годишњем телевизијском фестивалу SBS Gayo Daejeon, 29. децембра 2011. године.
Подгрупе ЕХО-К и ЕХО-М дебитовале су 8. априла 2012. године са синглом Mama, праћеним првом плочом следећег дана. Две подгрупе промовисале су своју музику одвојено; ЕХО-К наступио је на јужнокорејском музичком шоу програму The Music Trend, док је ЕХО-М истог дана наступио на Топ Кинеским Музичким Наградама (Top Chinese Music Awards). Корејска верзија плоче заузела је прво место на јужнокорејској листи албума Gaon Album Chart, као и на 8. месту Билбордове листе World Albums Chart. Мандаринска верзија завршила је на другом месту кинеске листе албума Sina Album Chart и на првом месту бројних кинеских музичких платформи. Пре свог првог албума, ЕХО издаје два сингла What Is Love и History, које заузимају 88. и 68. место на листи Gaon Digital Chart, и 6. место на кинеској листи Sina Music Chart. ЕХО добија своју прву награду на Мнет Азијским Музичким Наградама 2012. године за "Најбољу нову азијску групу" и "Најбољег новог извођача" на додели Златних дискова (Golden Disc Awards).

### 2013-2014: Комерцијални успех
Свој први студијски албум, XOXO, ЕХО објављује 3. јуна 2013. године у две верзије: једна на корејском и једна на кинеском језику. За разлику од своје прве плоче Mama, када су подгрупе промовисале музику одвојено, албум је промовисан заједнички, претежно у Јужној Кореји. Водећи сингл Wolf група је снимила заједно, док су све остале песме снимљене у одвојеним подгрупама. Делукс верзија албума , под називом Growl, објављена је 5. августа 2013. године, са три нове песме. Нови истоимени сингл Growl, доспео је на 3. место Билбордове K-Pop Hot 100 листе и на 2. место корејске листе Gaon Digital Chart. Обе верзије албума заједно су продате у преко милион примерака, чиме је ЕXO постао први извођач са продатих милион примерака албума након 12 године. Децембра исте године, ЕXO објављује своју другу плочу, а први зимски специјал албум, Miracles in December. Група је албум промовисала кроз свој први ријалити шоу Exo's Showtime 28. новембра 2013. године на кабловском каналу MBC Every 1. Захваљујући успешној 2013. години, ЕXO добија награду за "Песму године" за сингл Growl на Мелон Музичким Наградама и Златни диск (Disc Daesang) на додели Златних дискова, као и награду за "Албум године" на Мнет Азијским Музичким Наградама за албум "XOXO" и Daesang на Сеулским Музичким Наградама (Seoul Music Awards). Поред тога, подгрупа ЕХО-М добија награду за "Најпопуларнију групу" на Топ Кинеским Музичким Наградама.
Своју трећу плочу, под називом Overdose, ЕХО издаје 7. маја 2014. године. Оригинално планирана за 21. април, објављивање плоче померено је због инцидента са потонулим бродом у близини Сеула. Ова плоча промовисана је на сличан начин као и Mama, ЕХО-К у Јужној Кореји, а ЕХО-М у Кини. Плоча је премашила унапред поручених 660.000 примерака (pre-orders), поставши корејска плоча са највише унапред поручених примерака у историји. Корејска верзија плоче доспела је на друго место Билбордове листе World Albums Chart и 129. место на Билбордовој 200 листи албума, чиме је ЕХО постао корејска мушка музичка група са најбољом позицијом на званичној америчкој топ листи албума. Overdose је постао најпродаванији албум 2014. године у Јужној Кореји и завршио на првом месту годишње топ листе албума. ЕХО је за овај албум добио награду за "Албум године" на Мнет Азијским Музичким Наградама. 22. децембра 2014. године, ЕХО издаје свој први лајв албум под називом Exology Chapter 1: The Lost Planet. Сингл December, 2014 (The Winter's Tale) доспева на прво место корејске листе Gaon Digital Chart и постаје њихов први број један сингл. До краја 2014. ЕХО постаје најпродаванији К-Поп извођач у Јапану.
Дана 15. маја 2014. године, Крис подноси легалну тужбу против SM Entertainment-a како би раскинуо свој уговор. У својој тужби, Крис оптужује компанију за уништавање његовог здравља, неравномерну расподелу зараде, ограничавање његове слободе и опхођење према њему као према производу уместо човеку. 24. маја, ЕХО започиње своју прву турнеју Exo from Exoplanet 1 – The Lost Planet, концертом у Сеулској арени Olympic Gymnastics Arena. Карте за концерт распродате су за само 1.47 секунди, чиме је ЕХО постао корејски извођач са најбрже распродатим концертом. 10. октобра исте године и Лухан подноси тужбу против компаније наводећи да су заслужни за његово лоше здравствено стање и да је био третиран различито од других корејских чланова групе.

### 2015: Критички успех
Дана 7. марта 2015. године, ЕХО креће на своју другу турнеју под називом Exoplanet 2 – The Exo'luxion и окупља 70.000 фанова на 5 узастопних концерата у Сеулској арени Olympic Gymnastics Arena. Група издаје свој други албум под називом Exodus 30. марта 2015. године, у две верзије, корејску и мандаринску. Албум је забележио унапред поручених 550.000 примерака за само 24 сата, чиме је ЕХО оборио свој, претходно постављен, рекорд. Водећи сингл Call Me Baby објављен је 3 дана раније, 27. марта јер су обе верзије "процуреле" на Интернету. Спотови за песму објављени су четири дана касније, а корејска верзија спота постала је најгледанији К-Поп спот прве половине 2015. године. Албум је остао рекордне 4 узастопне недеље на првом месту корејске листе албума Gaon Album Chart и продат је у преко милион примерака, чиме је постао други ЕХО-ов милионски албум. ЕХО је добио трећу узастопну награду за "Албум године" на Мнет Азијским Музичким Наградама. У априлу 2015. албум је достигао 95. место на Билбордовој 200 листи албума и тако постао најуспешнији корејски албум на америчкој топ листи албума. ЕХО се нашао и на канадској верзији Билбордове Hot 100 листе и тако постао прва К-Поп група и други корејски извођач који се нашао на тој листи.
Тао је једини члан који је изостао на промоцији албума Exodus због својих повреда, а затим постао и трећи члан који је поднео тужбу против компаније како би раскинуо уговор. Његовој тужби претходила је изјава његовог оца на кинеској друштвеној мрежи Weibo, у којој изјављује да се нада да ће његов син раскинути уговор због угрожавања његовог здравља и недостатка подршке за остваривање соло каријере. 3. јуна. 2015. ЕXO издаје делукс верзију албума Exodus, под називом Love Me Right. На албуму су се нашле још четири нове песме. Због Таовог одсуства, ЕXO је наставио промоцију са својих 9 чланова. Октобра исте године, ЕXO постаје први извођач који наступа на стадиону у Јужној Кореји. Концерт под називом Exo – Love Concert in Dome, одржан је на бејзбол стадиону Gocheok Sky Dome у Сеулу.
Дана 4. новембра 2015. године, ЕХО издаје дупли јапански синл Love Me Right ~romantic universe~, који садржи јапанску верзију сингла Love Me Right и потпуно нови јапански сингл Drop That. У само првих 24 сата, сингл је продат у преко 147.000 примерака чиме је постао најпродаванији корејски дебитантски сингл свих времена у Јапану и заузео прво место званичне јапанске топ листе синглова Oricon chart. 5 дана касније, ЕХО објављује специјални сингл Lightsaber  као део промоције филма Star Wars: The Force Awakens и његове премијере у Јужној Кореји. 10. децембра исте године, ЕХО објављује други зимски специјал албум и четврту плочу по реду Sing for You. Албум је продат у првој недељи у преко 267.900 примерака чиме је постао најпродаванији албум у првој недељи било ког корејској извођача. Сингл Unfair са тог албума постао је прва К-Поп песма на "Best of the Week" плејлисти Apple Music-a, чиме је ЕXO постао први корејски извођач који се нашао на поменутој платформи. Део зараде од албума дониран је Уницефовој кампањи Smile For U, за подстицање музичког образовања деце у Азији. У децембру 2015. забављачка индустрија Јужне Кореје ставила је ЕХО на 7. место своје листе "Топ 10 најутицајнијих личности у поп култури Јужне Кореје". ЕХО је био најбоље позиционирани К-Поп извођач на листи.

### 2016-2017: Светски успех
Дана 5. јануара 2016. године, SM Entertainment је добио једну од својих контратужби против Таоа. Компанија га је тужила због неплаћања дуговања према компанији након његовог одласка из групе. Званично саопштење компаније гласило је: "SM је покренуо противтужбе против ЕXO чланова Криса, Лухана и Таоа због кршења њихових ексклузивних уговора и учествовања у илегалној промоцији у Кини. Окружни суд у Кини пресудио је у корист компаније у случају са Таоом.
Дана 9. јуна 2016. године ЕXO издаје свој трећи студијски албум под називом Ex'Act, и синглове Lucky One и Monster. Албум је забележио 660.000 унапред поручених примерака (pre-orders), чиме је постао К-Поп албум са највише унапред поручених примерака у историји. Албум је оборио рекорд и за највећи број примерака продатих у првој недељи, а рекорд је претходно припадао ЕХО-вој четвртој плочи Sing For You. Monster је постао ЕХО-ов први број 1 сингл на Билбордовој листи World Digital Songs, док је песма Lucky One дебитовала на трећем месту. 18. августа 2016. ЕХО издаје делукс верзију албума под називом Lotto, са четири нове песме, укључујући и истоимени сингл. Сингл Lotto постаје други ЕХО-ов број 1 сингл на Билбордовој листи World Digital Songs, и доспева на друго место корејске листе Gaon Digital Chart. Корејска и мандаринска верзија делукс верзије албума заузимају прво и друго место корејске листе албума Gaon Album Chart. У року од два месеца од објављивања првобитне верзије албума, продаја прелази 1.17 милиона примерака, а ЕХО добија титулу корејских медија "Троструки милионски извођач".
Дана 21. јула долази до разрешења случаја између Криса и Лухана и SM Entertainement-a. Крис и Лухан настављају свој првобитни уговор до 2022. године, а компанија остаје задужена за њихове промоције изван Јужне Кореје и Јапана, у сарадњи са њиховим новим кинеским компанијама.
Дана 22. јула ЕХО креће на своју трећу турнеју под називом Exoplanet 3 – The Exo'rdium, са рекордних шест узастопних концерата у Сеулској арени Olympic Gymnastics Arena. 28. маја 2017. ЕХО завршава турнеју са два узастопна концерта на Сеулском Олимпијском стадиону (Seoul Olympic Stadium), највећем у Јужној Кореји, са капацитетом од 100.000 људи. Карте за први од два концерта продате су за само 20 минута. Ова турнеја довела је групу до стотог концерта у каријери. У јуну исте године, Леј објављује да неће учествовати на ЕХО-вом следећем албуму и да ће се посветити глумачкој каријери. Од тада, Леј је био одсутан са свих пројеката и јавних појављивања групе због супротстављених политичких односа Јужне Кореје и Кине. 7. децембра, ЕХО објављује свој други јапански сингл под називом Coming Over. Са преко 158.000 продатих примерака, сингл је заузео друго место јапанске недељне топ листе Oricon Chart и постао други ЕХО-ов платинасти сингл у Јапану. 19. децембра ЕХО издаје трећи зимски специјал албум и пету плочу под називом For Life. Иако група није промовисала албум, он је продат у преко 442.000 примерака за само две недеље.
Током 2016. године, чланови су се фокусирали и на своје соло каријере. 7. јануара, Бекјхан издаје песму под називом Dream, у сарадњи са јужнокорејском певачицом Сузи. Сингл је одлично прошао код публике и освојио награду за "Сарадњу године" на 18. Мнет Азијским Музичким Наградама. 31. октобра, Чен, Бекјан и Шиумин дебитују као прва "подгрупа" групе, под називом ЕХО-CBX. Подгрупа је издала плочу под називом Hey Mama! и спот за истоимену песму. Плоча је продата у преко 294.000 примерака. До 2018. подгрупа је издала две плоче на корејском и две плоче на јапанском језику. У мају 2016, Леј је дебитовао са својим синглом Monodrama у оквиру пројекта SM Station. Песма је била веома успешна у Кини, и остала четири недеље на кинеској листи Billboard China V Chart. 28. октобра Леј објављује своју прву плочу Lose Control. Плоча је била комерцијални хит, оборивши неколико Гинисових рекорда, и дебитовала је на првом месту јужнокорејске листе албума Gaon Album Chart. У 2016, Леј је такође глумио у ТВ серији The Mystic Nine која је забележила 12 милијарди прегледа онлајн. Сви остали чланови ЕХО групе започели су своје соло каријере у области музике, филма, телевизије и позоришта. Подгрупа ЕХО-CBX је 24. маја 2017. објавила своју прву плочу у Јапану, која је продата у 60.000 примерака за само месец дана.
Свој четврти студијски албум, The War , ЕХО објављује 18. јула 2017. године. Албум је забележио 807.235 унапред поручених примерака (pre-order), поново оборивши рекорд који су већ сами држали. Водећи сингл Ko Ko Bop дебитовао је на првом месту корејске листе Melon Digital Chart, чиме је ЕХО постао прва К-Поп група која је дебитовала на тој листи након промене правила 27. фебруара 2017. године. По објављивању албума, ЕХО је поново забележио највећи број продатих примерака у првој недељи у историји јужнокорејске музичке индустрије. Албум је дебитовао на 87. месту Билбордове 200 листе албума, као и на првом месту Билбордове листе World Albums Chart, али и многим другим топ листама широм света - по први пут у каријери. 29. августа, Књига Гинисових рекорда за 2018. годину, уврстила је ЕХО као групу са највише Daesang-а (главних награда) на Мнет Азијским Музичким Наградама. 5. септембра група издаје делукс верзију албума под називом The War: The Power of Music, са три нове песме укључујући сингл Power. Сингл је добио максимални скор од 11.000 поена у музичком шоу програму M Countdown, чиме је ЕХО постао први извођач који је успео да освоји максималан број поена од када су промењена правила програма 2015. године. Ова победа је уједно била и стота победа групе у музичким шоу програмима.
Дана 19. октобра 2017. ЕХО отвара своју трећу светску турнеју Exoplanet#4 – The EℓyXiOn са три узастопна концерта на сеулском стадиону Seoul's Gocheok Sky Dome. До 30. новембра, албум је продат у преко 1.6 милиона примерака и постаје њихов најпродаванији албум до тада, а медији их проглашавају "четвороструким милионским извођачима". Иако претходно најављен за 21. децембар, ЕХО издаје свој четврти зимски специјал албум 26. децембра, одложен због самоубиства К-Поп певача, члана групе Shinee под компанијом SM Entertainment, Џонгхјана.

### 2018-2019 Интернационални успех и први јапански албум
Дана 16. јануара 2018. године, Power постаје прва К-поп песма пуштена на Дубајској фонтани на Бурџ Калифа језеру. Седморица чланова допутовала су на свечани догађај. Песма се могла чути од јануара до марта, а затим поново од септембра до новембра исте године. 31. јануара, ЕХО објављује свој први студијски албум на јапанском под називом Countdown. Албум је дебитовао на првом месту јапанске недељне топ листе Oricon chart, са преко 89.000 продатих примерака у првој недељи. Тако је ЕХО постала прва не-јапанска група чији су и деби албум и деби сингл дебитовали на првом месту јапанских топ листи. Само 10 дана након објављивања албума, албум је добио златни сертификат од Јапанског удружења дискографских кућа.
Дана 25. фебруара 2018. ЕХО наступа на затварању Зимских Олимпијских игара у Пјонгчангу. Пре самог наступа, Бекјан је 5. фебруара отпевао националну химну на свечаном отварању Олимпијских игара, а тачно 100 дана пре ОИ, ЕХО је наступао на Д-100 концерту у организацији Интернационалног Олимпијског комитета. Наступ на затварању привукао је светску пажњу и похвале из целог света. Руска олимпијска шампионка у уметничком клизању, Евгенија Медведева, такође је привукла пажњу светских медија својом подршком групи ЕХО. У априлу 2018, Корејска корпорација за израду новчаница и кованог новца (Korean Mint Corporation) израдила је комеморативне медаље за ЕХО, за изузетан допринос у ширењу корејске културе широм света. Девет медаља уручено је члановима групе на свечаној церемонији у Сеулу. Октобра 2018. Леј дебитује у Сједињеним државама са својим трећим студијским соло албумом под називом Namanana. Албум је дебитовао на врху Билбордових листа World Albums и Independent Albums, и 21. месту Билбордове 200 листе, чиме је Леј постао најбоље пласирани Мандапоп извођач од оснивања топ листе 1945. године.
Дана 2. новембра 2018. ЕХО издаје свој шести албум под називом Don't Mess Up My Tempo. На албуму су поново учествовали свих деветорица чланова, први пут од делукс албума Lotto 2016. године. Албум је поновио оборио, претходно њихов рекорд, за највећи број унапред поручених примерака (pre-order), чак 1.104.617 примерака. ЕХО сада добија медијску титулу "петоструког милионског извођача". Са овим албумом, ЕХО постаје први извођач у историји јужнокорејске музичке индустрије са укупно продатих 10 милиона албума, само у Јужној Кореји. Албум је дебитовао на 23. месту Билбордове 200 листе и првом месту Билбордових листа Independent Albums и World Albums. Тиме је постао најбоље пласирани ЕХО-ов албум на Билбордовој 200 листи, и њихов четврти број 1 албум на World Albums листи. 13. децембра, ЕХО објављује и делукс верзију албума, под називом Love Shot. Истоимени водећи сингл постаје њихова трећа песма која је дебитовала на првом месту Билбордове листе World Digital Songs, и задржала се на првом месту три узастопне недеље. Don't Mess Up My Tempo"продат је у скоро 2 милиона примерака у Јужној Кореји у 2018. години, чиме је постаје њихов најпродаванији албум у земљи.
Дана 1. априла 2019. Чен постаје други члан групе који дебитује као солиста са својом првом плочом April, and a Flower. Албум је дебитовао на другом месту корејске топ листе албума Gaon Album chart и трећем месту Билбордове листе албума World Albums Chart. 7. маја 2019. Шиумин постаје први члан групе који одлази на одслужење обавезног војног рока. За њим, 1. јула и Д.О одлази у војску. 10. јула исте године, Бекјан постаје трећи члан који започиње своју соло каријеру са плочом City Lights. Плоча је продата у рекордних 550.000 примерака у јулу, чиме је Бекјан постао солиста са највише продатих примерака у једном месецу икада. Албум је такође дебитовао на четвртом месту Билбордових листа World Albums и Heatseekers Albums chart. 22. јула, Чанјол и Сехун постају друга "подгрупа" групе ЕХО, под називом EХО-SC и издају своју прву плочу What a Life. Плоча је дебитовала на осмом месту Билбордове World Albums листе и десетом месту Heatseekers Albums листе. 1. октобра Чен издаје своју другу плочу под називом Dear My Dear. Албум је дебитовао на првом месту корејске топ листе албума Gaon Album Chart. 19. јула ЕХО креће на своју мини турнеју у трајању од недељу дана под називом Exo Planet 5 – The Exploration.
Дана 27. новембра 2019. ЕХО издаје свој седми студијски албум под називом Obsession. Албум је дебитовао на првом месту корејске топ листе албума Gaon Album chart и првом месту Билбордове светске листе албума World Albums. Истоимени водећи сингл Obsession, Билборд је прогласио најбољом К-поп песмом 2019. године.

### 2020-2021ː Фокус на соло активности и специјални албум
У фебруару 2020, СМ Ентертејмент објавио је саопштење да ће се EXO фокусирати на соло активности с обзиром на обавезни војни рок неколико чланова групе. Сухо је четврти члан групе који је постао солиста, објављивањем своје прве плоче Self-Portrait, 30. марта 2020. године. Албум је дебитовао на првом месту корејске топ листе албума Gaon Album chart са преко 200.000 продатих примерака у марту (један и по дан праћења продаје). 14. маја и Сухо одлази у војску. 25. маја 2020. Бекјан објављује свој други албум под називом Delight. Албум је дебитовао на првом месту корејских топ листа Gaon Album Chart, Gaon Download Chart и Gaon Monthly Album Chart са чак 600.000 продатих примерака првог месеца. 1. јула исте године, објављено је да је албум продат у преко милион примерака, чиме је Бекјан постао први солиста који је продао милион примерака једног албума још од 2001. године. Дана 13. јула 2020. подгрупа EХО-SC издаје свој први студијски албум под називом 1 Billion Views. Албум је дебитовао на првом месту корејске листе албума Gaon Album chart и на десетом месту јапанске топ листе албума Oricon Albums Chart. Са више од 526.000 продатих примерака, EХО-SC постаје најуспешнија "подгрупа" у историји К-попа. Бекјан и Каи се враћају својим активностима са Кпоп супергрупом СуперМ и њеном првом студијском албуму Super One. 30. новембра 2020. Каи дебитује као пети EXO солиста са истоименим албумом (KAI).
Непосредно пре него што Чанјол и Бекјан оду у војску, EXO у тајности снима специјални албум. У видеу поводом деветогодишњице оснивања групе 8. априла 2021. група открива кадрове са снимања спота и најављује албум за прву половину 2021. године, након повратка Шиумина и Д.О.-a из војске. Први пут након албума из 2018, Don't Mess Up My Tempo, Леј такође учествује у припреми албума. Седми албум групе, специјални албум, под називом Don't Fight the Feeling, објављен је 7. јуна 2021. године. Албум је оборио све претходне рекорде групе, бележећи 1.2 милиона албума у претпродаји, чиме је оборио претходни рекорд групе од 1.1 милиона албума у претпродаји (Don't Mess Up My Tempо). 14. јуна 2021. године, осмог дана након објављивања, албум је продат у више од милион примерака и тиме постао најбрже продавани албум групе, престигавши претходни албум који је то учинио за десет дана. Тиме је албум постао шести албум групе који је забележио више од милион продатих примерака. Don't Fight the Feeling дебитовао је на првом месту корејске листе Gaon Album Chart. У Јапану, албум је дебитовао на трећем месту топ листе Oricon Albums Chart и Билбордове јапанске топ листе Hot Albums chart. У Сједињеним државама, албум је дебитовао на осмом месту топ листе Billboard World Albums chart.
26. јула 2021. године, Д.О дебитује као шести солиста групе са првом плочом под називом Empathy. Плоча је дебитовала на првом месту корејске топ листе Gaon Album Chart и четвртом месту јапанске топ листе Oricon Albums Chart, а до сада је продата у готово 500.000 примерака.

### 2022-данасː Десетогодишњица, раскид уговора и албум EXIST
8. априла 2022. група је прославила десетогодишњицу постојања, објављивањем нове сезоне свог ријалити програма EXO's Ladder на стриминг платформи Wavve. Следећег дана, EXO је одржао и специјални фан митинг у Џамсил Арени, што је био први њихов концерт са живом публиком од почетка пандемије Ковид-19. Након истека уговора, Леј је постао први члан групе који је напустио СМ Ентертејнмент, али је остао члан групе EXO. 26. септембра 2022. Шиумин постаје седми солиста са својом првом плочом под називом Brand New. Плоча је дебитовала на другом месту корејске топ листе Gaon Album Chart.
5. јануара 2023. Сухо је објавио да група објављује нови студијски албум после пролећа. EXO је прославио 11 година постојања концртима 8. и 9. априла у Олимпијској арени у Сеулу, под називом "2023 Exo Fanmeeting 'Exo' Clock".
1. јуна 2023. објављено је да су Бекјан, Чен и Шиумин поднели заједничку тужбу за раскид уговора са СМ Ентертејнментом поводом нетранспарентности финансија. Упркос томе, СМ је објавио да група наставља са снимањем спота за нови албум и да ће се на албуму појавити и Каи, који је месец дана пре тога отишао у војску. Као одговор на то, чланови који су поднели тужбу објавили су да траже начине како да и поред тужбе наставе активности у оквиру групе. 19. јуна 2023. СМ је објавио да су компанија и чланови успели да нађу заједнички договор и да ће чланови остати део групе.
Седми албум групе, под називом EXIST, објављен је 10. јула 2023. године. Албум је био први албум групе у поставци од седам чланова, с обзиром на Каијев војни рок и Лејеве соло активности у Кини. Упркос томе, Каи је учествовао вокално на свим песмама на албуму. Албум је подржан са два промотивна сингла објављена пре самог албума, као и лид синглом Cream Soda, објављеним истог дана када и албум. EXIST је поново оборио све претходне рекорде групе, забележивши 1.6 милиона примерака у претпродаји. Албум је оборио и све претходне стриминг рекорде групе, са преко 200 милиона стримова на корејској стриминг платформи Мелон. Албум је до сада продат у преко 2 милиона примерака чиме је постао најпродаванији албум групе.
17. августа 2023. Чен објављује свој први јапански албум под називом Polaris, и започиње своју прву јапанску соло турнеју.
25. августа 2023. највећа стриминг платформа у Јужној Кореји, Мелон, проглашава EXO "Царевима К-попа", са преко рекордних 14.6 милијарди стримова, чиме EXO учвршћује своју позицију једне од најуспешнијих К-поп група свих времена.
18. септембра 2023. Д.О објављује свој други студијски албум под називом Expectation. 19. октобра 2023. Д.О постаје пети члан групе који раскида уговор са компанијом СМ Ентертејнмент, али остаје члан групе EXO.

## Поставка групе
- Црвена (хоризонтална) - активан
- Црна (хоризонзална) - неактиван
- Зелена (хоризоназлна) - неактиван због војног рока
- Плава (вертикална) - Корејски студијски албум

## Подгрупе

### EXO-CBX
У октобру 2016. СМ Ентертејнмент формира прву ЕХО подгрупу под називом EXO-CBX, коју чине три чланаː Чен, Бекјан и Шиумин. Подгрупа је до сада објавила један студијски албум Magic (2018), као и три плоче, Hey Mamaǃ (2016), Girls (2017) и Blooming days (2018).

### EXO-SC
Јула 2019. СМ Ентертејнмент формира другу ЕХО подгрупу под називом EXO-SC, коју чине репери Сехун и Чанјол. Подгрупа је објавила један студијски албум 1 Billion Views (2020) и једну плочу What a Life (2019). Подгрупа важи за најуспешнију и најпродаванију К-поп подгрупу свих времена са преко милион продатих примерака албума.

## Уметност

### Музикалност
ЕХО се сматра једном од најбољих вокланих група у К-поп индустрији. Тројица главних вокалаː Д.О., Чен и Бекјан, добијају велики број похвала и критика од стране медија и музичких експерата.
Почевши од 2013. године, ЕХО скоро сваке године објављује по један зимски специјал албум у децембру. На албумима се обично налазе корејски класици, снажне, емотивне баладе, разликујући се од енергичних песама бржег темпа на њиховим студијским албумима. Амерички музички часопис Билборд издвојио је песму Universe, са њиховог истоименог албума из 2017. године, као моћну баладу са снажним емоцијама, која истиче вокалне способности групе.
ЕХО повремено сарађује са бројним чувеним корејским и интернационалним продуцентима, као што су Кензи, Дин, ЛДН Ноиз, МАРЗ Мјузик. Многи синглови, посебно они који миксују поп, РнБ и хип-хоп са електронском денс музиком као што је хаус, треп и синт-поп, унапред су продуцирани са идејом о живом перформансу. Продуцент Харви Мејсон Џуниор истакао јеː" Слушамо материјал и трудимо се да идемо један корак испред. Покушавамо да направимо нешто свеже и оригинално, али и даље у препознатљивом стилу групе ... Они могу да певају, да плешу, имају енергије .. То вам је као када сликар има све боје овога света на коришћење."
На почетку каријере, Билборд је описао ЕХО као групу предоминантно инспирисану звуком 90-их/раних 00-их. Са својим трећим албумом Ex'Act"(2016), ЕХО истражује "зрелији и мрачнији" звук, имплементирајући електронску денс музику као што су хаус и синт-поп у свој репертоар. Са четвртим албумом The War, ЕХО наставља да експериментише са жанровима, посебно трепом. Водећи сингл Ko Ko Bop добио је бројне похвале за необичну фузију лаганог реге звука и електронских делова песме.

### Кантауторство
Раних година, ЕХО се сусрео са бројним критикама на рачун свог неучествовања у писању и продукцији песама. Међутим, 2014. група избацује песму Promise (Exo 2014), посвећену својим фановима, где се као текстописци потписују Чанјол, Чен и Леј. Од тада, ЕХО, подгрупе и солисти објављују песме у којима и сами учествују у писању и продукцији. У интервјуу за Билборд из 2017. Чанјол истиче да му је било потпуно природно да ради на тексту за сингл Chill, с обзиром да није добио демо текст, већ само матрицу. У истом интервјуу, Чен објашњава како сви чланови раде на тексту засебно, а затим се труде да све те делове уобличе у јединствену целину и каже како то увек да најбоље резултате. Поред рада на корејским, кинеским и енглеским верзијама групних песама, сви чланови групе учествују у стварању песама, како својих тако и својих подгрупа.

### Сцена
ЕХО је годинама хваљен као група са врло синхронизованим кореографијама и добро осмишљеним сценским дизајном. У почетку, група је сарађивала са америчким хип-хоп кореографима Тонијем Тестом и Николасом Басом, на сингловима Wolf и Growl. Последњих година, ЕXO сарађује са корејским кореографом Ким Те Вуом.
Бројни медији, као што су Dazed, Cleo, Yahoo, Music Mind и други, похвалили су сценографију на турнејама групе. ЕXO је познат по коришћењу најновије технологије на својим концертима, великим видео бимовима, осветљењу, ватромета, води у различитим облицима. Сингапурски Bandwagon часопис наводи како бисте на четвртој узастопној турнеји, у четири године, очекивали исту сценографију и списак песама, међутим то није случај када је ЕХО у питању.

## Награде и постигнућа
ЕХО је добио велики број награда, како у Јужној Кореји, тако и на интернационалним доделама награда. Своју прву победу у музичком шоу програму, ЕХО добија 2013. године за сингл Wolf, у шоу програму Music Bank, који бележи најпопуларније песме у држави на недељном нивоу, на основу успеха на дигиталним топ листама, продаје албума и популарности на друштвеним мрежама. ЕХО држи рекорд за највећи број победа у музичким шоу програмима, за појединачну песму, са 18 победа за Call Me Baby (2015). ЕХО је однео више од 100 победа у музичким шоу програмима и постао други корејски бенд, након Girls' Generation коме је то пошло за руком.
ЕХО има укупно 23 главне награда (Daesang) на различитим интернационалним доделама награда. Захваљујући шест главних награда на Мнет Азијским Музичким Наградама, ЕХО се 2018. године уписао у Гинисову књигу рекорда.
Дана 3. новембра 2017. ЕХО добија награду од премијера Јужне Кореје, на наградама Корејске поп културе и уметности, за изузетан допринос јужнокорејској музици. У свом говору, лидер групе Сухо рекао јеː "... Ово је велика част. Бићемо извођачи који неће промовисати само К-поп, већ и целу Кореју."

## Утицај
Са објављивањем свој првог студијског албума 2013. године, ЕХО постаје први извођач након 12 година који продаје преко милион примерака у држави. 2018. ЕХО постаје "петоструки милионски извођач", са пет албума продатих у више од милион примерака. Са објављивањем свог петог студијског албума, ЕХО постаје први јужнокорејски извођач који је продао више од 10 милиона албума.
ЕХО има значајан утицај на профит своје компаније SM Entertainment. У четвртом кварталу 2018. године, SM је забележио највећи профит од 13,4 милиона долара. ЕXO је у том кварталу имао највећи удео у приходу компаније, са 31% од укупних 188 милиона долара.
ЕXO је од бројних медија назван "најуспешнијим бендом у свету". Интернационални медији као што су Vogue, Metro, PageOne и други, дали су им титулу "Краљева К-попа", док их јужнокорејски медији описују као "Избор нације" и "Глобални избор". Захваљујући огромној популарности у Јужној Кореји, корејски Форбс проглашава их најмоћнијим личностима у јужнокорејској индустрији 2015. и 2016. године; у топ 5 нашли су се 2014, 2017, и 2018, а у топ 10 2019. године. ЕXO се сматра једним од кључних извођача Корејског таласа, у циљу ширења јужнокорејске поп културе. Амерички часопис Bustle описује ЕXO као "ултимативна К-поп сензација; не постоји нико као они". Магазин Vulture описује их као "лидере К-поп генерације", издвајајући могућност бенда да активно издаје музику за корејско и кинеско тржиште, а да ипак бележи успех у Сједињеним Државама. 2016. године, AsiaOne кажеː" ЕХО је свеприсутна, незаустављива глобална сила", захваљујући својој светској популарности, критичком успеху и огромном броју фанова.
Априла 2018. амерички Форбс изјавио је како су EXO и BTS показали изузетан успех на друштвеним мрежама, показујући боље резултате од највећих америчких звезда као што су Бијонсе, Тејлор Свифт и Џастин Бибер. Твитер је објавио своју статистику по којој је ЕXO имао 14.000 више помињања него што је очекивано, са укупно 24 милиона те године. 2018. ЕXO се нашао на другом месту годишње Билбордове топ листе популарности на друштвеним мрежама Billboard Social 50 Year-End Chart.
ЕXO-oв рад инспирисао је бројне јужнокорејске звезде као што су MVP, Ким Донг-хан, NCT 127, Wanna One, Канг Даниел и други.

## Остало

### Сарадња
ЕХО је током своје каријере успео да оствари велики број сарадњи са различитим интернационалним брендовима, а више пута их је Корејски институт "Korean Business Research Institute" прогласио извођачима са највећом репутацијом за привлачење нових брендова. Од 2012. године, ЕХО сарађује са Самсунгом, најуспешнијом јужнокорејском компанијом у свету. У фебруару 2013. ЕХО сарађује са спортским брендом Kolon Sport, за који су снимили рекламу са своје патике назване по њиховој сарадњиː MOVE-XO. 2013. ЕХО потписује двогодишњу сарадњу са козметичком компанијом Nature Republic, а уговор је и данас активан. Њихова сарадња довела је и до организовања посебних догађаја на којима су члановима групе давали своје аутограме, а посећивани су у броју од 50.000 фанова.
Крајем 2015. ЕХО сарађује са Ратовима звезда поводом премијере новог филма "Ратови звездаː Буђење силе", а ЕХО снима промотивни сингл у те сврхе. 2016. ЕХО постаје амбасадор америчког спортског бренда Skechers, и наставља сарадњу и у 2017. години. 2016. ЕХО постаје и заштитно лице интернационалног бренда SPAO и њихове пролећне колекције.
2018. године, захваљујући свом успешном и медијски пропраћеном наступу на затварању Зимских олимпијских игара у Пјонгчангу, ЕХО постаје заштитно лице швајцарског бренда за зимске спортове Kessler. У марту 2018. ЕХО постаје амбасадор азијске бејзбол лиге (МЛБ). У јулу 2018. ЕХО постаје амбасадор корејског туризма и снимају низ реклама како би промовисали Кореју у свету. Компаније са којима ЕХО сарађује су и Кока-кола, SK Telekom, KFC, MCM, Lotte Confectionery, Lotte World, Goobne Chicken, и Hats On.
Године 2019. Чанјол је постао и глобални амбасадор италијанског луксузног бренда парфема Аqua Di Parma. Јула 2020. Леј је постао заштитно лице америчке козметичке линије MAC Cosmetics. У октобру 2020. Каи је постао прво мушко заштитно лице козметичке компаније Bobby Brown Cosmetics. Октобра 2020, Леј је постао и глобални амбасадор шкотског вискија Ballantines.

### Mода
Захваљујући свом имиџу и репутацији за привлачење нових брендова, чланови групе ЕXO представљају амбасадоре и заштитна лица бројних луксузних модних брендова. Каи је у 2020. години постао први јужнокорејски извођач глобални амбасадор модне куће Гучи. Каи се често може видети у првим редовима Гучијевих модних ревија, а и пре саме сарадње, Каи је често виђан са одевним комадима овог бренда. Бекxјан је 2018. постао ко-директор модне линије Prive Alliance, а на октобарском броју корејског модног часописа Harper's Bazaar 2020. године појавио се као нови амбасадор модног бренда Burberry. Најмлађи члан групе, Сехун, може се похвалити сарадњом са великим бројем модних брендова. У септемрбу 2018. Сехун је постао нови глобални амбасадор италијанске модне куће Ermenegildo Zegna. Септембра 2019. Сехун постаје амбасадор модне куће Louis Vuitton. Септембра 2020. Сехун је заједно са Џису из групе Blackpink и Џексоном из групе GOT7, постао амбасадор Cartier-ових луксузних сатова у оквиру пројекта Pasha de Cartier. Октобра 2020. Сехун се појављује на насловној страни корејске верзије часописа Esquire као нови глобални амбасадор модне куће Dior. Лидер групе Сухо у априлу 2019. године постао је регионални амбасадор италијнског бренда луксузног накита Bvlgari. Јануара 2020. Сухо је постао и глобални амбасадор италијанске модне куће Bottega Veneta. Главни репер Чанјол такође је остварио успешне сарадње са бројним модним брендовима. Чанјол је од 2017. године амбасадор модног бренда Tommy Hilfiger. Октобра 2020. нашао се на насловној страни корејског Vogue-a. као нови глобални амбасадор модне куће Prada. Једини кинески члан групе, Леј, остварио је убедљиво највећи број сарадњи са светским модним брендовима. Леј је регионални или глобални амбасадор модних брендова као што су Calvin Klein, Valentino, H&M, Daniel Wellington, Converse и бројни други.

### Хуманитарни рад
Чланови ЕXO-К подгрупе постали су амбасадори јужнокорејског Црвеног Крста 2012. године. 2014. године, ЕXO постаје амбасадор бројних догађаја које организује Корејско министарство за културу, спорт и туризам. Јула 2014. Самсунг објављује да је ЕXO нови амбасадор Летњих олимпијских игара младих 2014.
Од свог оснивања, ЕXO је учествовао у бројним хуманитарним акцијама, како као група, тако и појединачни чланови.
2015. ЕXO сарађује са УНИЦЕФ-ом на заједничком пројекту Smile For U, за подршку младих у Азији. Проценат од зараде свих наредних албума групе дониран је у хуманитарне сврхе.

## Дискографија

### Корејски и мандарински албуми
- XOXO (2013)
- Exodus (2015)
- Ex'Act (2016)
- The War (2017)

### Корејски албуми
- Don't Mess Up My Tempo (2018)
- Obsession (2019)
- Don't Fight the Feeling (2020)
- EXIST (2023)

### Jапански албуми
- Countdown (2018)

## Tурнеје
| Lичне турнеје - Exo from Exoplanet 1 – The Lost Planet (2014) - Exo Planet 2 – The Exo'luxion (2015–2016) - Exo Planet 3 – The Exo'rdium (2016–2017) - Exo Planet 4 – The Elyxion (2017–2018) - Exo Planet 5 – Exploration (2019) | Заједничке турнеје - SM Town Live World Tour III (2012–2013) - SM Town Live World Tour IV (2014–2015) - SM Town Live World Tour V (2016) - SM Town Live World Tour VI (2017–2018) Као прегрупа - Super Junior – Super Show 4 (само ЕХО-М) (2012) |

## Филмографија
| Ријалити ТВ програми - 2013: Exo's Showtime - 2014: XOXO Exo - 2014: Exo 90:2014 - 2015: SurpLines Exo - 2015: Exo Channel - 2016: Exomentary Live - 2017: Exo Tourgram - 2018: Travel the World on Exo's Ladder Season 1 - 2018: Exo Arcade - 2019: Travel the World on Exo's Ladder Season 2 - 2019: Heart 4 U Драме - 2015: Exo Next Door | DVD издања - 2014: Exo's First Box - 2014: Exo Die Jungs - 2015: Exo from Exoplanet #1 – The Lost Planet in Japan - 2015: Exo from Exoplanet #1 – The Lost Planet in Seoul - 2015: Exo's Second Box - 2016: Exo from Exoplanet #2 – The Exo'luXion in Japan - 2016: Exo from Exoplanet #2 – The Exo'luXion in Seoul - 2017: Exo from Exoplanet #3 – The Exo'rdium in Japan - 2017: Exo from Exoplanet #3 – The Exo'rdium in Seoul - 2017: From Happiness - 2018: Exo Planet #4 – The Elyxion – in Japan - 2018: Exo Planet #4 – The Elyxion – in Seoul - 2020: Exo Planet #5 – The Exploration – in Japan |